# NGC 497
NGC 497 ist eine Balken-Spiralgalaxie mit aktivem Galaxienkern im Sternbild Walfisch südlich der Ekliptik. Sie ist schätzungsweise 366 Millionen Lichtjahre von der Milchstraße entfernt und hat einen Durchmesser von rund 225.000 Lichtjahren.
Im selben Himmelsareal befinden sich u. a. die Galaxien NGC 519, NGC 530, IC 104, IC 1693.
Halton Arp gliederte seinen Katalog ungewöhnlicher Galaxien nach rein morphologischen Kriterien in Gruppen. Diese Galaxie gehört zu der Klasse Spiralgalaxien mit gespaltenen Armen (Arp-Katalog).
Das Objekt wurde am 6. November 1882 von dem französischen Astronomen Édouard Jean-Marie Stephan entdeckt.